# Ruten
Ruten (Ru, łac. ruthenium) – pierwiastek chemiczny z grupy metali przejściowych (żelazowców) w układzie okresowym. Pierwiastek ten nie ma własnych minerałów, występuje głównie w stanie wolnym razem z innymi platynowcami, najczęściej w rudach siarczkowych żelaza, chromu i niklu. Zawartość w skorupie ziemskiej wynosi 5·10−7% wag. Tworzy głównie związki kompleksowe, ale znane są też proste związki tego pierwiastka.

## Odkrycie
W zapiskach Jędrzeja Śniadeckiego z roku 1807 znajduje się informacja, że wyizolował on prawdopodobnie pierwiastek 44, który został przez niego nazwany „westem”, łac. Vestium (od Westy). Swoje odkrycie opublikował w pracy zatytułowanej Rosprawa o nowym metallu w surowey platynie odkrytym (Wilno 1808, j. pol.; przedruk w j. ros. „Technologiczeskij Żurnal”, 1809). W roku 1808 o nowym pierwiastku poinformował Towarzystwo Przyjaciół Nauk w Warszawie i wygłosił wykład na ten sam temat na Uniwersytecie Wileńskim. Odkrycie Śniadeckiego nie zostało potwierdzone, a on sam odwołał swoje odkrycie i zarzucił dalsze badania w tym kierunku. Ostatecznie nowy pierwiastek został wyizolowany z surowej platyny w roku 1828 przez Gottfrieda Osanna (Uniwersytet w Tartu), a dokładnie zbadany w 1844 roku przez Karla Clausa (Uniwersytet w Kazaniu). Nadali oni metalowi nazwę „ruten” od łacińskiego określenia Rusi (Ruthenia). 

## Otrzymywanie

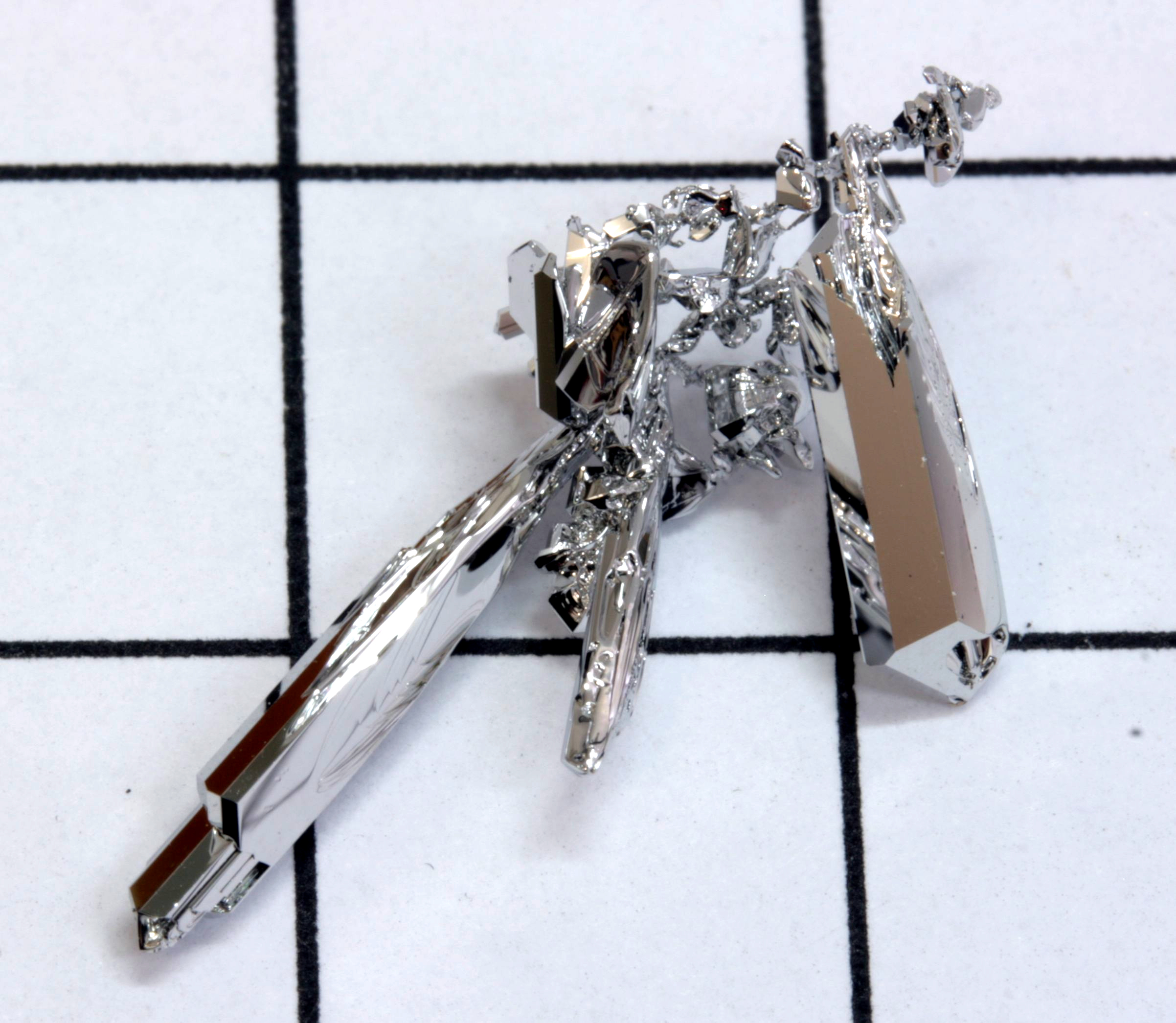
Kryształy rutenu

Ruten, razem z innymi platynowcami, jest produktem ubocznym oczyszczania głównego składnika rudy (żelazo, nikiel itd.). Mieszaninę stopów (Os, Ir, Rh, Ru) rozdziela się działając kwasami (różnice w rozpuszczalności w kwasach), wykorzystując różnice w podatności na utlenianie i rozpuszczalności soli kompleksowych.

## Wykorzystanie
Jego stopy wykazują wysoką twardość i wytrzymałość. Stopy rutenu z platyną lub palladem używane są w jubilerstwie i dentystyce. Stop rutenu z molibdenem jest nadprzewodnikiem (temperatura krytyczna około 10K). Ze stopów tego pierwiastka produkowane są końcówki stalówek wiecznych piór. Wiele związków metaloorganicznych rutenu jest stosowanych jako katalizator reakcji organicznych, jak np. katalizatory Grubbsa, używane w metatezie olefin. Barwniki zawierające ruten znalazły zastosowanie w konstrukcji barwnikowych ogniw fotowoltaicznych.